# Тридентский Символ веры
Тридентский Символ веры (лат. Professio fidei Tridentinae), также Исповедание веры Тридентского собора или Символ веры папы Пия IV — один из четырёх авторитетных Символов веры Католической церкви. Был издан 13 ноября 1565 года папой Пием IV в своей булле Iniunctum nobis под эгидой Тридентского собора (1545—1563). Впоследствии после Первого Ватиканского собора (1869—1870) он был немного изменён, чтобы привести его в соответствие с догматическими определениями собора. Основная цель Символа веры заключалась в том, чтобы чётко определить католическую веру против протестантизма. Когда-то он использовался богословами как клятва на верность Католической церкви и для примирения новообращённых с нею, но в наши дни он используется редко.
Символ содержит текст Никео-Цареградского Символа веры, а также утверждение авторитета Католической церкви в толковании Священного Писания, исповедание семи таинств, согласие с жертвенным характером мессы, признание чистилища, верность папе римскому, и осуждение ересей, отвергнутых Церковью.

Верую во единого Бога, Отца Всемогущего, Творца неба и земли, видимого всего и невидимого;
и во единого Господа Иисуса Христа, Сына Божия Единородного, от Отца рождённого прежде всех веков, Бога от Бога, Свет от Света, Бога истинного от Бога истинного, рождённого, несотворённого, единосущного Отцу, через Которого всё сотворено; ради нас, людей, и ради нашего спасения сошедшего с небес и воплотившегося от Духа Святого и Марии Девы и ставшего человеком; распятого за нас при Понтии Пилате; страдавшего и погребённого, воскресшего в третий день по Писанию, восшедшего на небеса; сидящего одесную Отца, вновь грядущего со славою судить живых и мёртвых, и Царству Его не будет конца;
и в Духа Святого, Господа Животворящего, от Отца и Сына исходящего, Которому вместе с Отцом и Сыном подобает поклонение и слава, Который вещал через пророков; и во единую Святую Католическую и Апостольскую Церковь. Исповедую единое крещение во отпущение грехов. Ожидаю воскресения мёртвых и жизни будущего века. Аминь.
Оригинальный текст (лат.)
Credo in unum Deum, Patrem omnipotentem, factorem caeli et terrae, visibilium omnium et invisibilium.
Et in unum Dominum Iesum Christum, Filium Dei unigenitum, et ex Patre natum ante omnia saecula. Deum de Deo, lumen de lumine, Deum verum de Deo vero, genitum, non factum, consubstantialem Patri; per quem omnia facta sunt. Qui propter nos homines et propter nostram salutem descendit de caelis. Et incarnatus est de Spiritu Sancto ex Maria Virgine, et homo factus est. Crucifixus etiam pro nobis sub Pontio Pilato, passus et sepultus est, et resurrexit tertia die, secundum Scripturas, et ascendit in caelum, sedet ad dexteram Patris. Et iterum venturus est cum gloria, iudicare vivos et mortuos, cuius regni non erit finis.

Et in Spiritum Sanctum, Dominum et vivificantem, qui ex Patre Filioque procedit. Qui cum Patre et Filio simul adoratur et conglorificatur: qui locutus est per prophetas. Et unam, sanctam, catholicam et apostolicam Ecclesiam. Confiteor unum baptisma in remissionem peccatorum. Et expecto resurrectionem mortuorum, et vitam venturi saeculi. Amen.